# 青海島
青海島（日语：おおみじま、おうみじま）是位於日本山口縣長門市北部日本海內的島嶼，全島面積約15平方公里，周長約40公里，和本州島仙崎地區距離僅有100公尺，該處建有青海大橋可讓車輛直接往來，山口縣道283號青海島線即從本土側的仙崎地區經過青海大橋進入青海島，再一路向東延伸至東部的通地區；山電交通也在此經營青海島至長門主要市區的路線客運。
島上有多座高度超過海拔200公尺的山，主要聚落位於東部南岸的通地區；北岸具有豐富的海蝕地形，在長達16公里的海岸形成許多特殊的海蝕景觀，有「海上阿爾卑斯」，此區域屬於北長門海岸國定公園的範圍，也是該國定公園的代表性的景觀之一，在1927年被選入日本百景。除了可以從島上開闢的步道「青海島自然研究路」步行到海岸邊觀賞這些海岸景觀，在青海島南方本土側的仙崎港有業者經營觀光船，讓觀光客可以搭船繞青海島一圈，從海上觀賞這些特殊的海蝕地形。

## 歷史
青海島因北岸的海蝕地形最初在1926年被日本政府列為名勝及自然紀念物，1927年被列入由大阪毎日新聞、東京日日新聞共同主辦發布的日本百景，1955年被劃入新設立北長門海岸國定公園。
東部的通地區過去自16世紀起曾是捕鯨的主要港口，由於在捕捉鯨時有時會捕到懷孕中的母鯨，當地在1692年起開始將捕獲的母鯨腹中的鯨胎兒集中埋葬，設立「鯨墓」，該區域共埋葬了約70隻鯨胎兒，鯨墓在1935年被日本政府劃為國家古蹟；通地區至今仍有當時流傳至今的傳統歌曲「通鯨唄」，當地現在也設有「鯨資料館」展示該地區過去關於捕鯨的歷史資料。
整個青海島東半部的1899至1954年期間曾是獨立的行政區劃通村，而西半部則屬於本土的仙崎村，直到1954年與周邊的行政區劃一同整併為現在的長門市。

## 青海島景觀

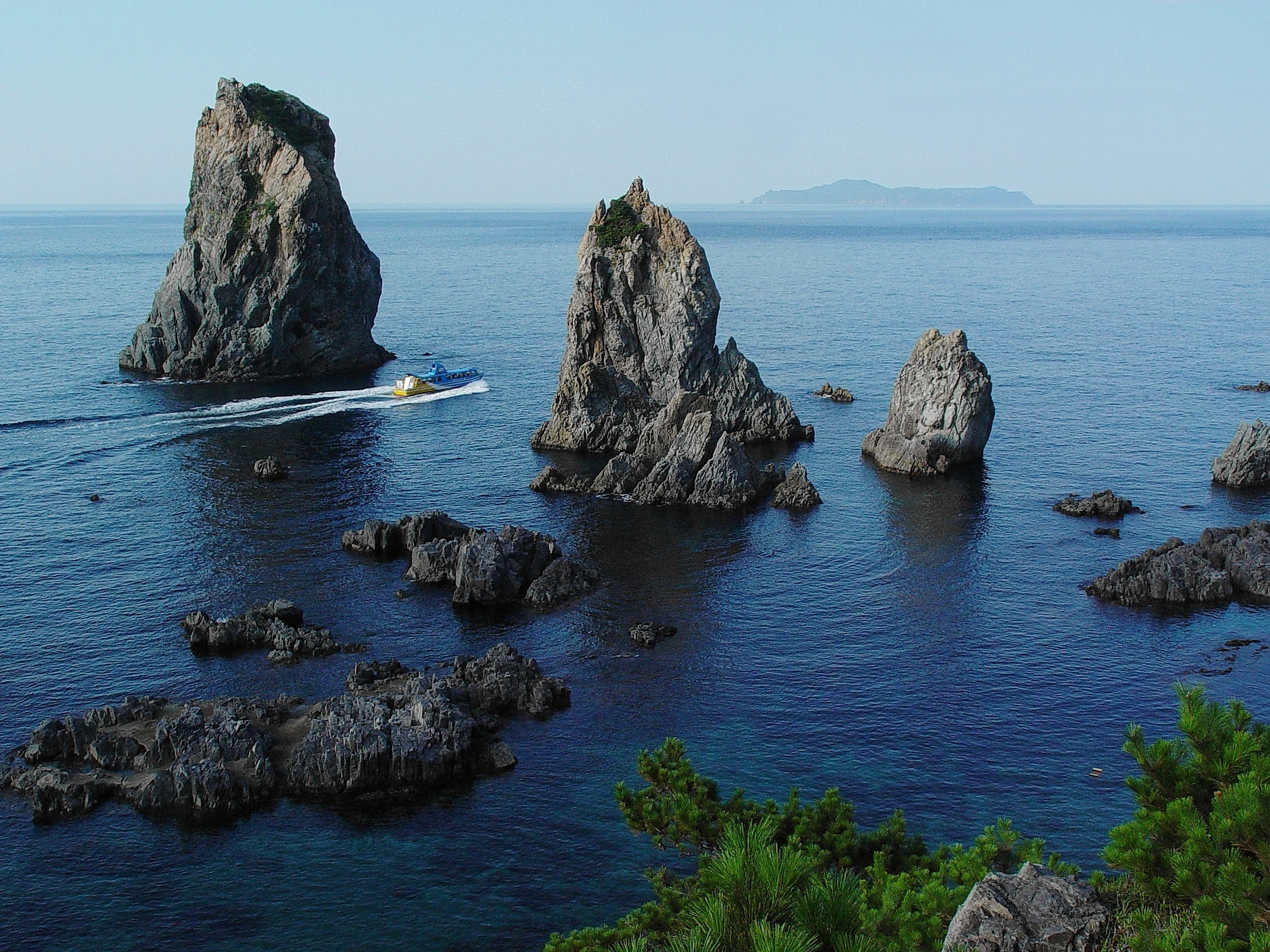
青海島北岸海岸
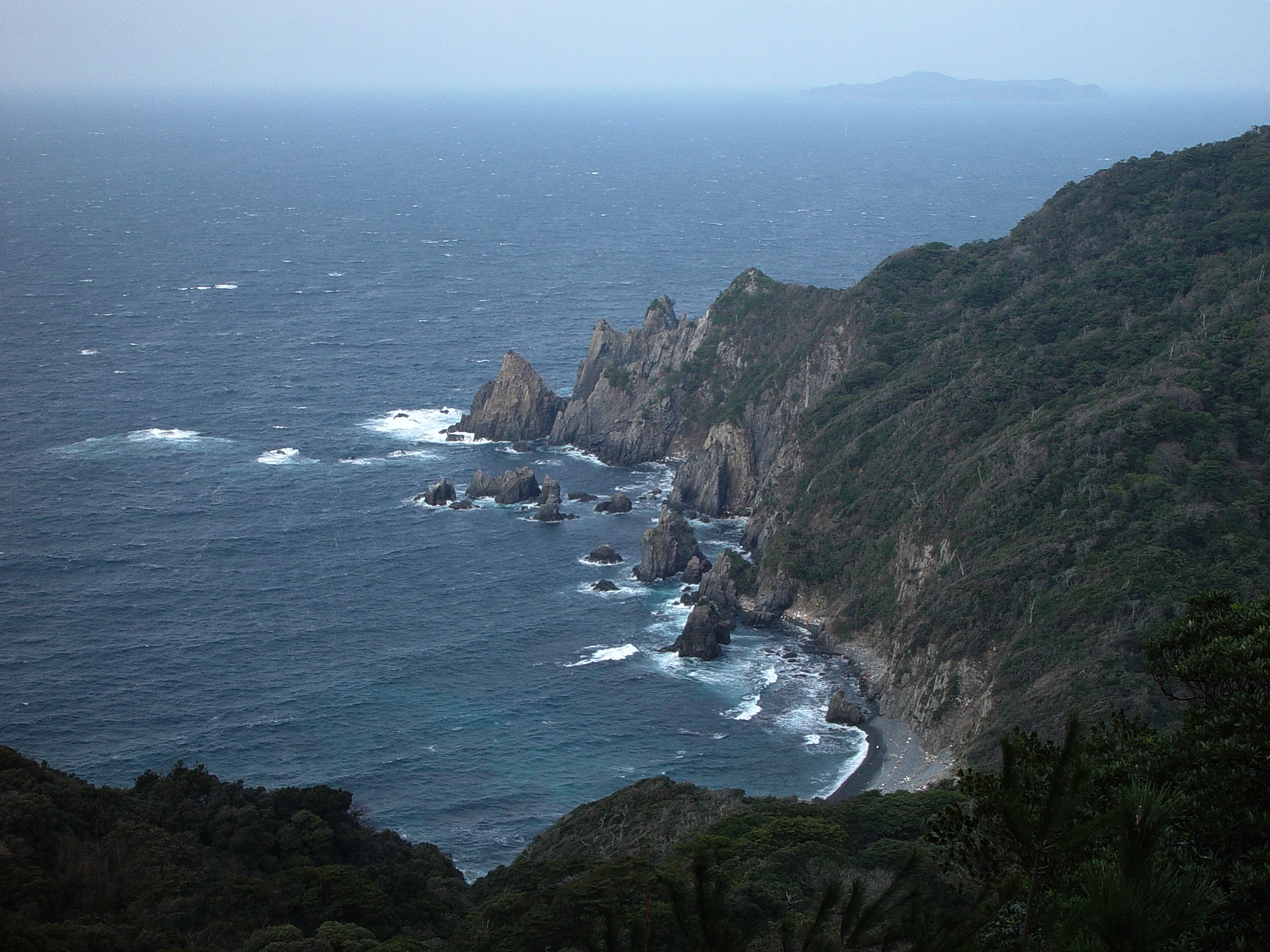
青海島北岸海岸
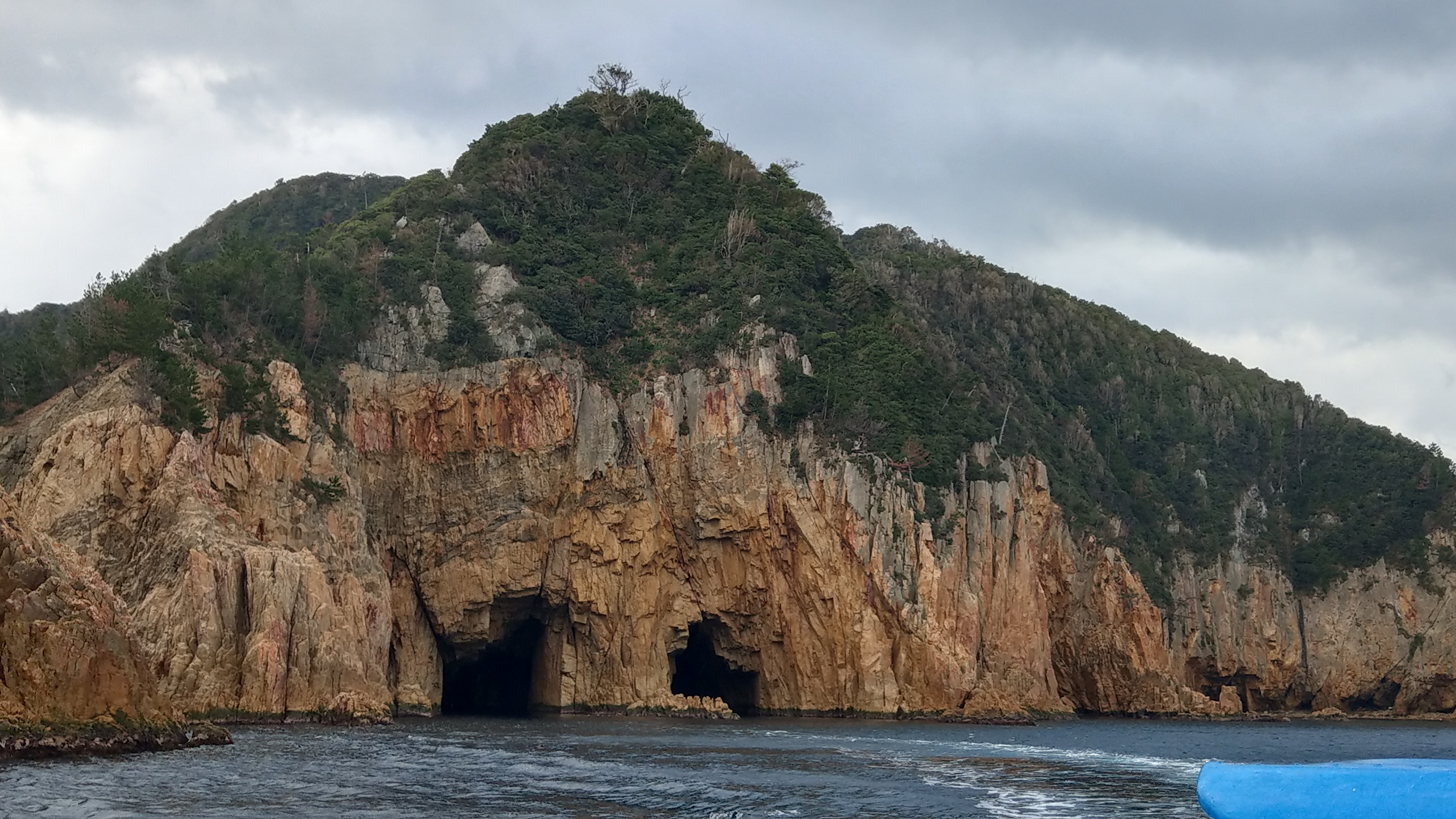
從海上看到的青海島沿岸地形
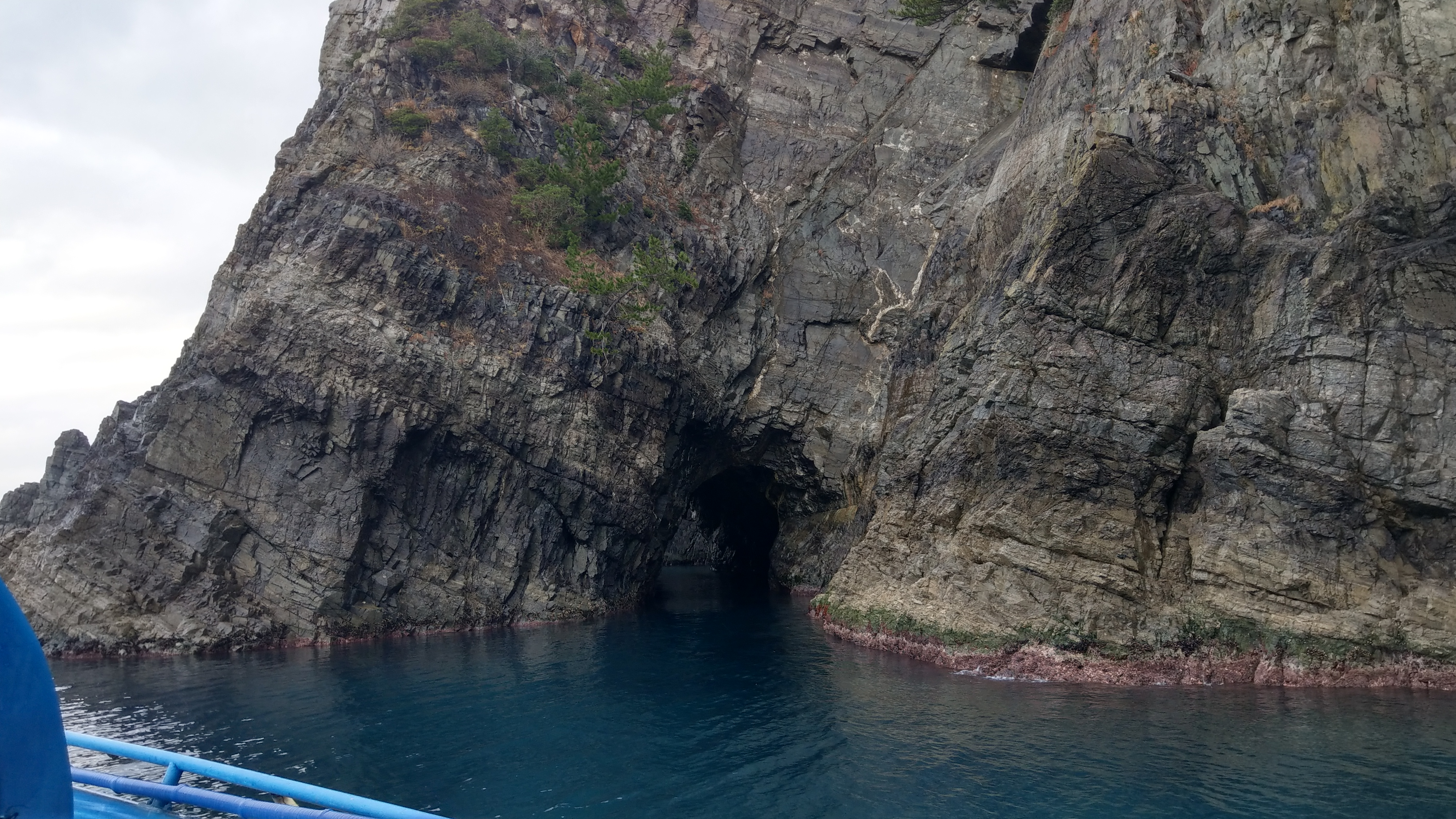
從海上看到的青海島沿岸地形
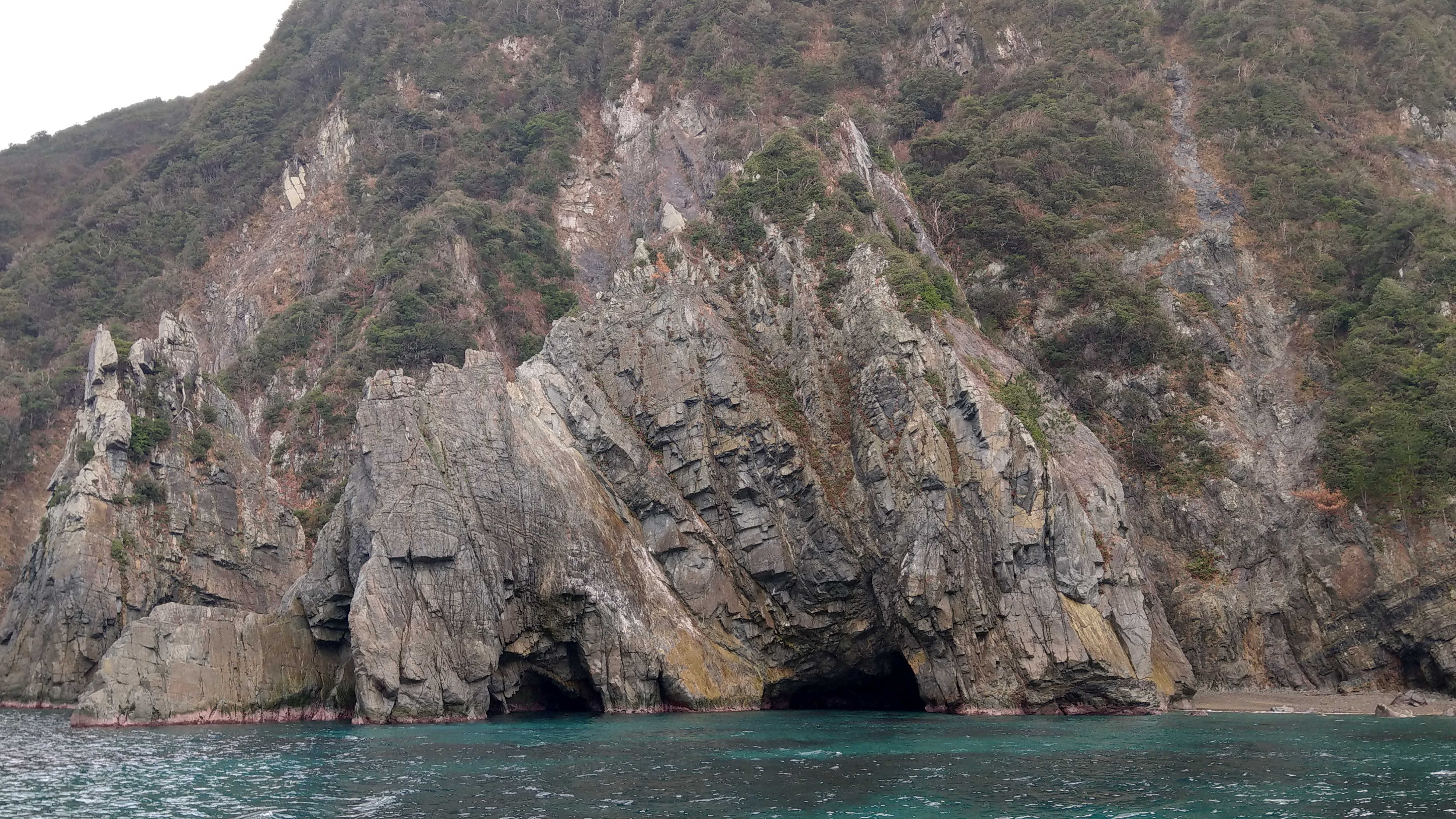
從海上看到的青海島沿岸地形
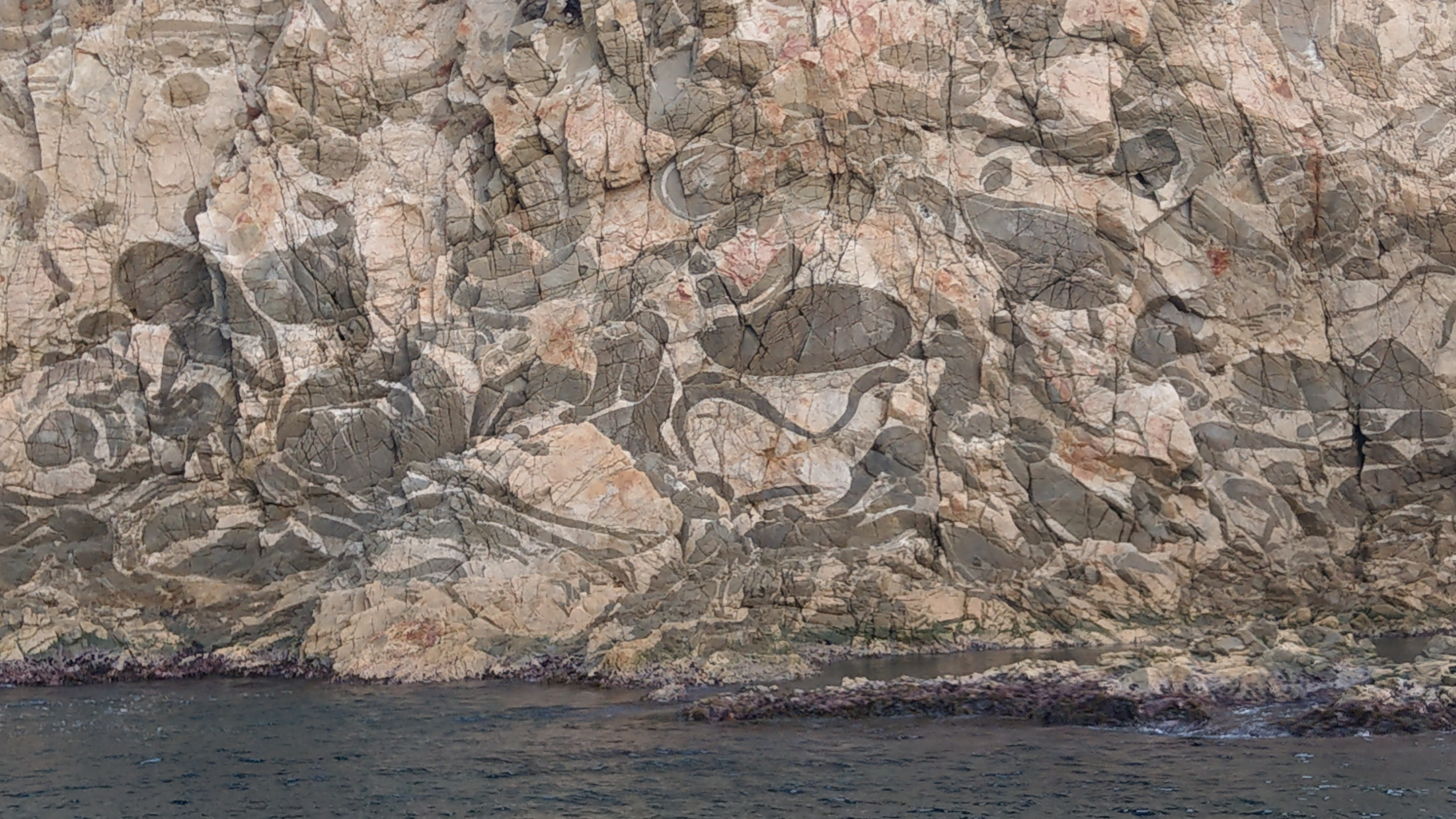
從海上看到的青海島沿岸地形

## 註解
1. ↑  日文原名：
2. ↑  日文：
3. ↑  日文：
4. ↑  1914年升格改制為仙崎町

## 外部連結
- （日語） 青海島観光汽船 （页面存档备份，存于）